# 정조필 파초도
정조필 파초도(正祖筆 芭蕉圖)는 동국대학교박물관에 있는 조선시대의 그림이다. 1982년 12월 7일 대한민국의 보물 제743호로 지정되었다.

## 개요
정조필(正祖筆) <파초도(芭蕉圖)>는 조선시대 정조(재위 1776∼1800)가 그린 그림으로, 바위 옆에 서 있는 한 그루의 파초를 그렸다. 정조는 시와 글에 능하였을 뿐만 아니라 그림에도 뛰어났다고 한다.
이 그림은 가로 51.3cm, 세로 84.2cm 크기로 단순하면서도 균형적인 배치를 보여준다. 먹색의 짙고 옅은 정도 및 흑백의 대조는 바위의 질감과 파초잎의 변화를 잘 표현하였다. 그림 왼쪽 윗부분에 정조의 호인 ‘홍재’가 찍혀 있다. 
형식에 치우치지 않은 독창적인 묘사가 돋보이는 이 그림은 글씨와 그림 및 학문을 사랑한 정조의 모습과 남종화의 세계를 보여주는 것으로, 국화도(보물 제744호)와 함께 조선 회화사 연구에 중요한 자료가 되고 있다.

## 같이 보기
- 정조필 국화도 (보물 제744호)

## 참고 자료
- 정조필 파초도 - 국가유산청 국가유산포털